# バッジ (ポケットモンスター)
『ポケットモンスター』シリーズにおけるバッジは、ポケモントレーナーの実力の証である。

## 概要
ほとんどの作品では、バッジはポケモンバトルにおける一握りの実力者・ジムリーダーに勝った者に与えられる。ゲーム本編では（一部を除く）ジムリーダーは各地方に8人が存在し、全員に勝利して8種類のバッジを手に入れた者には、ポケモンバトルの祭典「ポケモンリーグ」への出場権が与えられる。このルールはポケットモンスターを題材にしたアニメや漫画などの派生作品にも概ね適用されている。
バッジの名称は、『赤・緑』ではジムリーダーのいる町のシンボルカラー（例えば鈍色をシンボルとするニビシティのタケシは「グレー（灰色）バッジ」）、『金・銀・クリスタル』以降はジムリーダーが用いるポケモンのタイプに因んだもの（ひこうタイプ使いのハヤトは「ウイング（翼）バッジ」、いわタイプ使いのツツジは「ストーン（石）バッジ」など）が付けられている。

## スペック
大きさは数センチ程度、厚さは数ミリの金属板でできている。表面にはバッジ名やバッジを守るジムリーダーの得意タイプにちなんだ模様が描かれている。多くのトレーナーは服や鞄に付けたり、専用のケースに収納したりして持ち運ぶ。シンオウ地方やイッシュ地方（ブラック・ホワイト）のものは錆びやすいが磨くと光り、たたくとピアノのような音がするという特性がある。

## 効果
バッジは持っているだけで何らかの効果を発揮する。その効果は大きく分けて2つ。もう1つはポケモンをトレーナーに従わせる効果、もう1つはフィールド上で使用可能なアクション機能（「ひでんわざ」など）を解禁する効果である。特に交換によって他人の手に渡ったポケモンは新しいトレーナーの指示を無視する傾向があるが、新しいトレーナーがバッジを持っていればその実力を認めて命令に従う。ただし、改造などの不正な手段で入手したポケモンは、たとえ自分が親でバッジを全て集めた状態でも言うことを聞かなくなる。
ポケモンリーグの概念自体がない『LEGENDS アルセウス』ではバッジがない代わりにポケモン図鑑の完成度を上げて団員レベルを上げることで言うことを聞くポケモンのレベルが上がるようになっている。一方、フィールド上のアクション機能の使用は、ストーリーの進行（特定クエストのクリア）が必要となる。
アニメ『ポケットモンスター THE ORIGIN』では、ジムリーダーであるタケシが主人公のレッドにバッジをいくつ持っているのかを尋ね、一つも持っていないとの返事を聞いてからそれに合わせて自分がバトルに使うポケモンの数を2体に決める描写がある。

## ゲームとアニメでの違い
- アニメでは、ゲームにはないオリジナルのバッジが登場している[4]。『ダイヤモンド&パール』の第43話には50種類を優に越える数のバッジが登場した。
- ゲームではバッジを持っていると、他人からもらったレベルの高いポケモンでもトレーナーの実力を認めて指示に従う効果があるが、アニメではその効果はなく、アニメでのポケモンはトレーナー次第で従う[5]。
- 『無印』の55話では、筆記と実技からなる「ポケモンけんていしけん」に合格すると、ポケモンリーグに出場できるバッジが登場した。